# Confédération générale du travail (Espagne)
 (mai 2018).
Pour les articles homonymes, voir CGT.
Fondée en 1984, la Confederación general del trabajo (CGT) est une organisation syndicale interprofessionnelle libertaire espagnole issue d'une scission de la CNT en 1977.
Dès le début des années 2000, avec 50 000 affiliés, la CGT est la troisième force syndicale d'Espagne.

## Histoire

### La scission originelle
En 1975, la mort du Général Franco signe la fin de la dictature. En 1976, la CNT est à nouveau autorisée. Elle redevient un puissant syndicat d'environ cent mille adhérents.
En 1977, un intense débat interne entre « orthodoxes » et « réformistes » sur la « modernisation » des pratiques de l'anarcho-syndicaliste provoque une scission qui aboutit à la création de la Confédération générale du travail d'Espagne.
Ce qui sépare les deux nouveaux syndicats n'a rien d'anecdotique. La CNT maintient ses principes d’action directe et de non participation aux instances de représentation du personnel. La CGT défend une vision plus moderniste d'un syndicalisme révolutionnaire rénové. Elle accepte de participer aux élections syndicales, perçoit des subventions gouvernementales et salarie ses permanents,.

### Le développement
Considérée comme étant le plus grand syndicat libertaire au monde, la CGT compte environ 80 000 membres, tout en représentant autour de 2 millions d'ouvriers. Elle est aujourd'hui puissante en Catalogne, où historiquement, l'anarchisme était puissant. La CGT représente une force syndicale importante à RENFE (chemins de fer) et à SEAT.

Rojo y Negro.

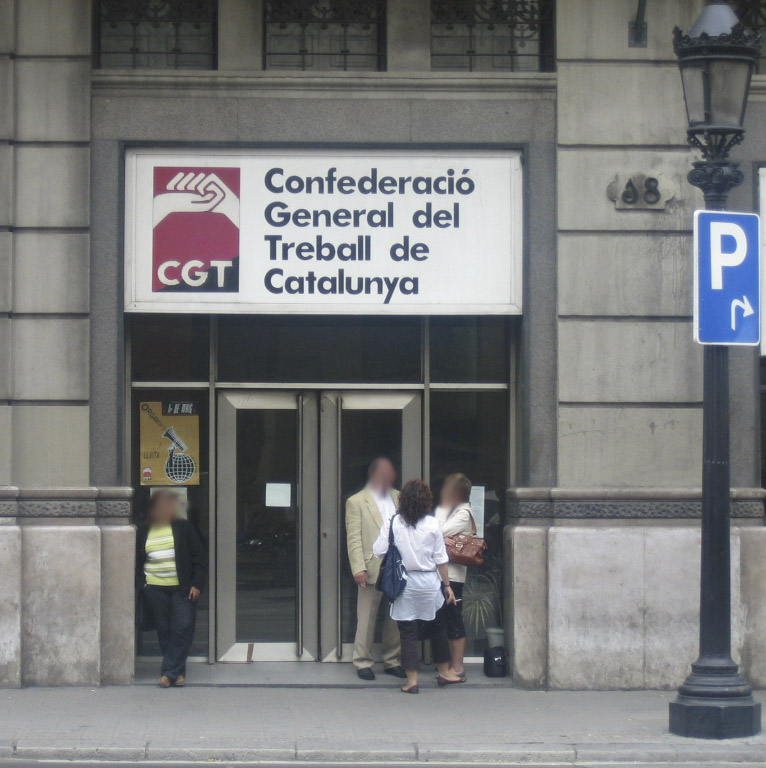
Local de la CGT à Barcelone.

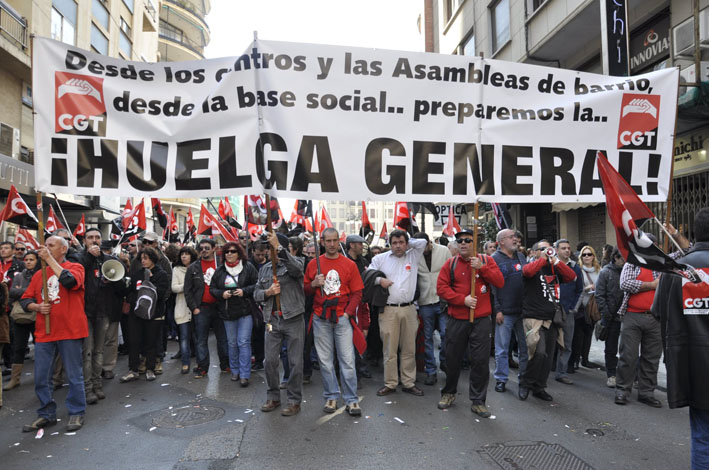
Manifestation à Valence en 2013.

La CGT est membre de Solidarité internationale libertaire et de la Fédération européenne du syndicalisme alternatif (FESAL).
La CGT publie le mensuel Rojo y Negro,,.
Elle anime un centre d'études historiques, la Fundación Salvador Seguí (es).

### Solidaridad Obrera
À Madrid en 1990, une scission de la CGT fonde la confédération syndicale, Solidaridad Obrera. L'orientation de cette dernière se veut intermédiaire entre la CNT considérée comme trop intransigeante et la CGT considérée comme trop réformiste.